# Ruedi Wild
Ruedi Wild (Richterswil, 3 de abril de 1982) es un deportista suizo que compitió en triatlón.
Ganó tres medallas en el Campeonato Mundial de Triatlón por Relevos Mixtos, entre los años 2009 y 2011, y una medalla de plata en el Campeonato Mundial de Triatlón de Larga Distancia de 2018. Además, obtuvo una medalla de bronce en el Campeonato Mundial de Ironman 70.3 de 2016 y una medalla de bronce en el Campeonato Europeo de Ironman 70.3 de 2015.

## Palmarés internacional
| Campeonato Mundial por Relevos Mixtos | Campeonato Mundial por Relevos Mixtos | Campeonato Mundial por Relevos Mixtos | Campeonato Mundial por Relevos Mixtos |
| Año                                   | Lugar                                 | Medalla                               | Prueba                                |
| ------------------------------------- | ------------------------------------- | ------------------------------------- | ------------------------------------- |
| 2009                                  | West Des Moines (Estados Unidos)      | Medalla de oro                        | Relevo mixto                          |
| 2010                                  | Lausana (Suiza)                       | Medalla de oro                        | Relevo mixto                          |
| 2011                                  | Lausana (Suiza)                       | Medalla de plata                      | Relevo mixto                          |

| Campeonato Mundial | Campeonato Mundial | Campeonato Mundial | Campeonato Mundial |
| Año                | Lugar              | Medalla            | Prueba             |
| ------------------ | ------------------ | ------------------ | ------------------ |
| 2018               | Fionia (Dinamarca) | Medalla de plata   | Individual         |

| Campeonato Mundial | Campeonato Mundial     | Campeonato Mundial | Campeonato Mundial |
| Año                | Lugar                  | Medalla            | Prueba             |
| ------------------ | ---------------------- | ------------------ | ------------------ |
| 2016               | Mooloolaba (Australia) | Medalla de bronce  | Individual         |
| Campeonato Europeo |                        |                    |                    |
| Año                | Lugar                  | Medalla            | Prueba             |
| 2015               | Wiesbaden (Alemania)   | Medalla de bronce  | Individual         |